# داء الكريات الشائكة العصبي
داء الكريات الشائكة العصبي أو داءُ وُجُود خلايا الدم الشَّائِكَةِ العَصَبي فِي الدَّم أو داء المشوكات العصبي هو تسمية تطلق على العديد من الحالات العصبية الوراثية التي يحتوي فيها الدم على خلايا دم حمراء مشوهة وشوكية الشكل تسمى الكريات الشائكة.
الاضطرابات العصبية الرئيسية بحيث الكريات الشائكة تمثل خاصية نموذجية هي الرَقَص ومتلازمة ماكليود.
كما توجد الكريات الشائكة بشكل أقل في حالات أخرى مثل المتلازمة الشبيهة بداء هَنْتِنْغتُون النوع 2 ومرض هالورفوردن سباتز (أو ما يعرف حاليا التنكس العصبي المرتبط بالبانتوثينات كيناز).
تنتج متلازمات كثرة الخلايا الشوكية العصبية عن مجموعة من الطفرات الجينية وتنتج مجموعة متنوعة من السمات السريرية ولكنها تنتج في المقام الأول التنكس العصبي للدماغ، وتحديداً العقد القاعدية.
الأمراض وراثية ولكنها نادرة.

## الكريات الشائكة
السمة المميزة لمتلازمات داء الكريات الشائكة العصبي هي وجود الكريات الشائكة في الدم المحيطي (الطرفي). نشأت كلمة داء الكريات الشائكة “Acanthocytosis”من الكلمة اليونانية acantha ، والتي تعني الشوكة.
الكريات الشائكة أو الشوكية هي خلايا دم حمراء شوكية الشكل وتكون ناجمة عن تغيرات في توزيع الدهون الغشائية أو تغيير في بروتينات الغشاء الهيكلية. في داء الكريات الشائكة العصبي، تنتج الكريات الشوكية بسبب تغيرات في بروتين غشائي وليس دهنا غشائيا.

## السمات المشتركة
المتلازمات «الأساسية» لداء الكريات الشائكة العصبي هي الرَقَص المرتبط بوجود الكريات الشائكة ومتلازمة ماكليود.تتواجد الكريات الشوكية تقريبًا بشكل دائم في هذه الظروف وتتشارك في سمات سريرية مشتركة. تظهر بعض هذه الميزات أيضًا في المتلازمات العصبية الأخرى المرتبطة بداء الكريات الشائكة العصبي.
سمة مشتركة للمتلازمات الأساسية هي الرَقَص: حركات لا إرادية تشبه الرَقْص. في داء الكريات الشائكة العصبي، يكون هذا بارزًا بشكل خاص في الوجه والفم مما قد يسبب صعوبات في الكلام والأكل. عادة ما تكون هذه الحركات مفاجئة وغير منتظمة وحاضرة أثناء الراحة والنوم.
غالبًا ما يعاني الأفراد أيضا من الباركنسونية، وبطء الحركات غير المنضبط، وخلل التوتر العضلي أو ديستونيا، وضعيات غير الطبيعية للجسم. يعاني العديد من المرضى أيضًا من اِخْتِلال معرفي (فكري) وأعراض نَفْسِيّة مثل القلق والبارانويا (جنون الارتياب، الزَوَر أو الذُهانٌ الكِبْرِيائِيّ) والاكتئاب والسلوك الوسواسي وعدم الاستقرار العاطفي أو الإنفعالي الواضح. قد تكون النوبات أيضًا أحد الأعراض.
ويختلف بداية ظهور المرض ولكنه يتراوح عادة بين 20 و 40 عامًا. يعيش الأفراد المصابون عادة لمدة 10-20 سنة بعد ظهور المرض.

## المتلازمات الأساسية لداء الكريات الشائكة العصبي
| المتلازمات الأساسية لداء الكريات الشائكة العصبي |                          |                                        |
| المرض                                           | الطفرة                   | الوراثة                                |
| الرَقَص المرتبط بوجود الكريات الشائكة             | VPS13A (الجين CHAC)      | نمط وراثي جسدي متنحٍ                    |
| متلازمة ماكليود                                 | الجينXK على الكروموسوم X | نمط وراثي جنسي متنحٍّ مرتبط بالكرموسوم X |

### الرَقَص المرتبط بوجود الكريات الشائكة
الرَقَص المرتبط بوجود الكريات الشائكة هو اضطراب وراثي جسمي متنحي ناتج عن طفرات في الجين VPS13A (CHAC)، على الكروموسوم 9q21.
يقوم الجين بتشفير البروتين VPS13A ، المعروف أيضًا باسم chorein . وظيفة البروتين غير معروفة.
يتسم الرَقَص المرتبط بوجود الكريات الشائكة بخلل التوتر العضلي والرقص وتغير معرفي وسلوكي مُتَرَقٍّ (التدريجي) والنوبات. الملفت للنظر أن العديد من الأشخاص المصابين يعضون لسانهم وشفاههم وداخل الفم بشكل لا يمكن السيطرة عليه. لوحظ أيضًا شذوذ في حركة العين.
هناك حوالي 500-1000 حالة من الرَقَص المرتبط بوجود الكريات الشائكة في جميع أنحاء العالم وهي ليست خاصة بأي مجموعة عرقية معينة.

### متلازمة ماكليود
متلازمة ماكليود هي اضطراب وراثي جنسي متنحٍّ مرتبط بالكرموسومX  تسببه طفرات في الجين XK الذي يشفر مستضد Kx على سطح كريات الدم الحمراء، وهو تابع لنظام المستضدات كيل.
تسبب متلازمة ماكليود مثل المتلازمات الأخرى اضطرابًا في الحركة واختلالا معرفيًا وأعراضًا نفسية. السمات الخاصة لمتلازمة ماكليود هي مشاكل القلب مثل اختلال النَّظْم القَلْبِيّ واعتلال عضلة القلب التوسعي (تضخم القلب).
متلازمة ماكليود نادرة جدًا. هناك ما يقرب من 150 حالة إصابة حول العالم. بسبب وضع الوراثة المرتبط بالكروموسوم الجنسي X ، فهو أكثر انتشارًا بين الذكور.

## حالات عصبية أخرى تسبب داء الكريات الشائكة
ترتبط العديد من الحالات العصبية الأخرى بداء الكريات الشائكة ولكنها لا تعتبر متلازمات «أساسية». الأكثر شيوعًا هي:
التنكس العصبي المرتبط بالبانتوثينات كيناز، وهو حالة وراثية جسدية متنحية ناتجة عن طفرات في الإنزيم PANK2.
المتلازمة الشبيهة بداء هَنْتِنْغتُون النوع 2، وهي حالة وراثية جسدية سائدة ناتجة عن طفرات في البروتين JPH3 تشبه إلى حد كبير داء هَنْتِنْغتُون.
مُتَلاَزِمَةُ باسن كورنزفايغ (فقد البروتين الشحمي بيتا من الدم) (انظر أيضًا التاريخ).
متلازمة ليفين كريتشلي (انظر التاريخ).
اضطرابات نوبة الحركة المرضية الانْتِيابِيّة المرتبطة بطفرات GLUT1.
وُجُودُ الكُرَيَّاتِ الشَّائِكَةِ فِي الدَّم العائلي مع خلل الحركة الانتيابي والصرع الناجم عن الإجهاد.
بعض حالات أمراض الميتوكندريا.

## السُّبل العلاجية المتاحة
حاليًا، لا يوجد علاج يبطئ التنكس العصبي في أي من اضطرابات داء الكريات الشائكة العصبي. يمكن إعطاء الدواء لتقليل الحركات اللاإرادية التي تنتجها هذه المتلازمات. تستخدم مضادات الذهان لحصر الدوبامين، وتعالج مضادات الاختلاج النوبات، وقد تتحكم حقن البوتوكس في خلل التوتر العضلي. يتلقى المرضى عادةً علاجات النطق والمِهْنِيَّة والفيزيائية للمساعدة في المضاعفات المرتبطة بالحركة. في بعض الأحيان، يصف الأطباء مضادات الاكتئاب للمشاكل النفسية التي تصاحب داء الكريات الشائكة العصبي. تم الإبلاغ عن بعض النجاح مع التحفيز العميق للدماغ.
قد تكون واقيات الفم وغيرها من أجهزة الحماية الجسدية مفيدة في منع تضرر الشفتين واللسان بسبب الرَقَص الفموي الوجهي وخلل التوتر العضلي النموذجي للرَقَص المرتبط بوجود الكريات الشائكة

## تاريخ
تم التعرف على داء الكريات الشائكة العصبي لأول مرة في عام 1950 على أنه مرض باسن كورنزفايغ، أو مُتَلاَزِمَةُ باسن كورنزفايغ، وهو اضطراب وراثي جسمي متنحي نادر يبدأ في مرحلة الطفولة عندما لا يستطيع الجسم إنتاج الكيلومكرونات، والبروتينات الدهنية ذات كثافة منخفضة (LDL) والبروتينات الدهنية ذات كثافة جد منخفضة (VLDL). تشمل الأعراض الترنح، اعتلال الأعصاب المحيطية، التهاب الشبكية الصباغي وأشكال أخرى من الخلل الوظيفي العصبي.
لوحظ ذلك لأول مرة من قبل طبيب أمريكا الشمالية فرانك باسن، الذي اشترك لاحقًا مع طبيب العيون أبراهام كورنزفايغ لتحديد ووصف أسباب وأعراض المرض. يبدو الأطفال المصابون طبيعيين عند الولادة ولكنهم لا يستطيعون عادة النمو خلال عامهم الأول.
تم اكتشاف الشكل الثاني من داء الكريات الشائكة العصبي، متلازمة ليفين كريتشلي، من قبل اختصاصي الطب الباطني الأمريكي إيرفين م. ليفين في عام 1960 وتم الإبلاغ عنه في مجلة طب الأعصاب في عام 1964، ومرة أخرى في عام 1968. بعد ذلك، تم تحديد ووصف أعراض مماثلة من قبل طبيب الأعصاب البريطاني ماكدونالد كريتشلي في عام 1968. في كلتا الحالتين، وصف الأطباء متلازمة وراثية تجمع بين داء الكريات الشائكة والخصائص العصبية. تضمنت الأعراض المحددة التشنجات اللاإرادية، وتكشير الوجه، واضطرابات الحركة، وصعوبة البلع، وضعف التنسيق، وضعف المنعكسات، والرَقَص، والنوبات المرضية. غالبًا ما يقوم المرضى بتشويه ألسنتهم وشفاههم ووجنتهم. ظهرت الأمراض في كلا الجنسين وعادة ما يتم تشخيصها في سن الطفولة.

## أبحاث
تجرى دراسات في جميع أنحاء العالم لفهم هذه الاضطرابات وتحديد طرق الوقاية والعلاج.
توفر الطفرات الجينية المعروفة قاعدة لدراسة بعض الحالات المرضية.